# Vigo di Fassa
Vigo di Fassa är en ort och frazione i kommunen San Giovanni di Fassa i provinsen Trento i regionen Trentino-Sydtyrolen i Italien. 
Vigo di Fassa upphörde som kommun den 1 januari 2018 och bildade med den tidigare kommunen Pozza di Fassa den nya kommunen San Giovanni di Fassa. Den tidigare kommunen hade 1 260 invånare (2017).